# Heterometopia nigra
Heterometopia nigra là một loài ruồi trong họ Tachinidae.